# 静岡県専修学校一覧
静岡県専修学校一覧（しずおかけんせんしゅうがっこういちらん）は、静岡県の専修学校の一覧。

## 公立専修学校
文部科学省Webサイト内「公立専修学校一覧」より

### 静岡市

#### 駿河区
- 静岡市立静岡看護専門学校

#### 清水区
- 静岡市立清水看護専門学校

### 浜松市

#### 中央区
- 浜松市立看護専門学校

### 沼津市
- 沼津市立看護専門学校

### 島田市
- 島田市立看護専門学校

### 富士市
- 富士市立看護専門学校

### 焼津市
- 組合立静岡県中部看護専門学校

### 袋井市
- 東海アクシス看護専門学校

### 駿東郡
清水町
- 静岡県立看護専門学校

## 私立専修学校
静岡県Webサイト内「私立学校名簿／専修学校」（令和5年5月1日現在）より。校名後に括弧書きがない学校は専門課程のみ設置。

### 静岡市

#### 葵区
- 中央調理製菓専門学校静岡校
- 大原簿記情報医療専門学校静岡校
- 大原トラベル・ホテル・ブライダル専門学校静岡校
- 大原法律公務員専門学校静岡校

- 静岡県美容専門学校
- 静岡産業技術専門学校
- 静岡デザイン専門学校
- 静岡インターナショナル・エア・リゾート専門学校

- 駿河学院専門学校 （高等課程併設）[3]
- 専門学校ノアデザインカレッジ
- 専門学校静岡工科自動車大学校
- 静岡福祉医療専門学校

- 専門学校静岡電子情報カレッジ
- 静岡デザイン専門学校
- 静進情報高等専修学校（高等課程のみ）

#### 駿河区
- 専修学校静岡予備校早慶セミナー（一般課程のみ）
- 辻村和服専門学校（一般課程併設）
- プロスペラ学院ビジネス専門学校
- 静岡済生会看護専門学校

- 専門学校静岡医療秘書学院
- 静岡医療学園専門学校
- 国際ことば学院外国語専門学校
- 専門学校中央医療健康大学校

#### 清水区
- 由比ドレスメーカー専修学校
- 中央動物総合専門学校
- 川口調理師専門学校
- 清水学院高等専修学校（高等課程のみ）

### 浜松市

#### 中央区
- 専門学校浜松工科自動車大学校
- 駿台予備学校浜松校（一般課程のみ）
- デザインテクノロジー専門学校（高等課程併設）
- 静岡県西部理容美容専門学校

- 専門学校東海工科自動車大学校
- 東海調理製菓専門学校
- 東海歯科衛生士専門学校
- 東海こども専門学校

- 浜松未来総合専門学校
- 大原簿記情報医療専門学校浜松校
- 大原トラベル・ホテル・ブライダル専門学校浜松校
- 大原法律公務員専門学校浜松校

- 浜松歯科衛生士専門学校
- ルネサンス デザイン・美容専門学校
- 専修学校河合塾浜松校（一般課程のみ）
- 浜松調理菓子専門学校（一般課程併設）

- 浜松日建工科専門学校
- 聖隷クリストファー大学介護福祉専門学校
- 専門学校ルネサンス・ペット・アカデミー
- 静岡県厚生連看護専門学校

- オイスカ開発教育専門学校
- 浜松市医師会看護高等専修学校（高等課程のみ）

#### 浜名区
- 専門学校静岡医療科学専門大学校
- 専門学校浜松医療学院

### 沼津市
- 大原公務員医療観光専門学校沼津校
- 大原介護福祉専門学校沼津校
- 沼津情報・ビジネス専門学校

### 熱海市
- 国際観光専門学校熱海校
- 国際ペットビジネス専門学校熱海校
- 東海医療学園専門学校

### 三島市
- 中央歯科衛生士調理製菓専門学校
- 静岡県東部総合美容専門学校

### 富士宮市
- 日本建築専門学校
- 富士宮高等専修学校（高等課程のみ）

### 伊東市
- 日本書道芸術専門学校

### 島田市
- 島田実業高等専修学校（高等課程のみ）

### 富士市
- タカヤマ アドバンスビューティー専門学校
- 富士調理技術専門学校（高等課程併設）
- 専門学校富士リハビリテーション大学校
- JA静岡厚生連するが看護専門学校

### 磐田市
- 静岡こども福祉専門学校
- 東海文化高等専修学校（高等課程のみ）
- 静岡歯科衛生士専門学校
- 静岡新美容専門学校

### 掛川市
- 静岡アルス美容専門学校（高等課程併設）

### 藤枝市
- 藤枝学院高等専修学校（高等課程のみ）

### 御殿場市
- 御殿場看護学校

### 下田市
- 湘南医療大学附属下田看護専門学校

### 伊豆市
- 富士コンピュータ専門学校（高等課程併設）

### 御前崎市
- 中遠調理師専門学校（高等課程および一般課程併設）

### 伊豆の国市
- 静岡県東部医療専門学校

### 駿東郡
小山町
- 富士メカニック専門学校

清水町
- 国立病院機構静岡医療センター附属静岡看護学校